# Sibiracanthella
Genre
Sibiracanthella est un genre de collemboles de la famille des Isotomidae.

## Distribution
Les espèces de ce genre se rencontrent en Asie.

## Liste des espèces
Selon Checklist of the Collembola of the World (version du 1er septembre 2019) :
- Sibiracanthella nuda Stebaeva & Potapov, 1995
- Sibiracanthella rara (Dunger, 1982)
- Sibiracanthella sohondo Potapov & Stebaeva, 1995

## Publication originale
- Potapov & Stebaeva, 1995 : Sibiracanthella and Sahacanthella new genera of Anurophorinae (Collembola, Isotomidae) with anal spines from continental Asia. Miscellania Zoologica (Barcelona), vol. 17, p. 129-139.